# Zosterops flavus
Zosterops flavus là một loài chim trong họ Zosteropidae.